# 린죠 키라
린죠 키라(일본어: 凛城 きら りんじょう きら[*], 1월 8일 - )는 다카라즈카 가극단 전과 소속 남역이다.
도쿄도 하치오지시, 메이세이가쿠엔 중학교 출신이다. 키 170cm, 애칭은 "린키라", "레이카"이다.

## 약력
2004년, 다카라즈카 음악학교에 입학하였다.
2006년, 다카라즈카 가극단 92기생으로 입단. 입단 당시 성적은 16번. 소라구미 공연 「NEVER SAY GOODBYE」로 초무대. 그 후, 유키구미에 배속되었다.
2012년 1월 21일자로 소라구미로 조이동하였다.
2021년 9월 27일자로 전과로 이동되었다.
남녀 양역을 소화하는 연기 고수로서, 전과 이동 후에는 각 조에 특별 출연을 하고 있다.

## 출연 이벤트
- 2007년 1월, 『맑고 파르고 아름답게 (清く正しく美しく)』
- 2009년 6월, 『百年への道』
- 2018년 2월, 『소라구미 탄생 20주년 기념 이벤트』